# Македонская династия
Македонская династия (Армянская династия, Василийская династия) — императорская династия армянского происхождения в Византии с 867 до 1056 года.

## Название династии
Своё название Македонская династия получила по византийской феме Македония — родине своего основателя, императора Василия I Македонянина.
В работах представителей российской (советской) исторической школы в отношении императоров, правивших Византией в 867—1056 годах, применяется термин Македонская династия. В англоязычных источниках также часто используется название Македонская династия (англ. Macedonian dynasty), однако в нерусскоязычной исторической литературе применяются и альтернативные этому термину названия:
- Армянская династия (англ. Armenian dynasty)[8][9] — сторонники использования этого названия считают, что оно более точно, чем термин Македонская династия, так как при этой династии ряд византийских императоров (в том числе основатель династии, Василий I), многие из представителей военной элиты и чиновничества имели армянское происхождение.
- Василийская династия (англ. Basilian dynasty)[10][11] — названа так по имени своего основателя, Василия I Македонянина. В русскоязычной историографии этот термин не употребляется.

## Происхождение династии
Рассказ о предках Василия содержится в так называемой хронике «Продолжателей Феофана». Автор главы о Василии Македонянине, его внук император Константин VII Багрянородный, говорит, что предки Василия бежали из Армении в Византию во второй половине V века и поселились в окрестностях Адрианополя. Содержащиеся здесь же сведения о происхождении предков Василия I от армянских царей из династии Аршакидов, Константина I Великого и Александра Македонского, современные историки (не ставя под сомнение армянское происхождение) считают легендой патриарха Константинопольского Фотия I, сочинённой для прославления новой династии. Большинство учёных считает основателя Македонской династии Василия I потомком армянских переселенцев. 
По утверждению П. Хараниса (авторитетного византиниста, специализирующегося на вопросах исторической демографии), каждый император на византийском троне от начала царствования Василия I до кончины Василия II имел армянское или частично армянское происхождение. Одновременно в работах некоторых византийских хронистов, а также у арабских авторов, Василий I назван «македонцем» или славянином, что вызвало дискуссию о достоверности его армянского происхождения. Мнение о чисто славянском происхождении Василия Македонянина было отвергнуто как ошибочное известным ирландским историком и византинистом Джоном Багнеллом Бьюри. Русский историк-византинист А. А. Васильев писал, что в исторической науке достаточно долго господствовал взгляд о сугубо славянском происхождении Василия I и даже Юстиниана, хотя мнения учёных о корнях Василия I расходились. По мнению самого Васильева, император Василий I происходил «от армян, поселённых в Македонии», а теория о славянском происхождении могла быть отчасти связана с тем, что в арабских источниках любого жителя Македонии — «македонца» — могли указать как «славянина».

## Начало династии
Отправившись в Константинополь и став фаворитом императора Михаила III, который женил его на своей любовнице Евдокии Ингерине, Василий Македонянин устранил влиятельного дядю императора, Варду, став кесарем, а вскоре и соправителем. В 867 году Василий организовал убийство императора и, единолично заняв императорский престол, основал тем самым новую династию.

## Македонский ренессанс (867—1056 годы)
Среди византийских императоров македонской династии, потомков Василия I, было достаточно образованных людей, благожелательно относившихся к античной культуре, таких как Константин VII Багрянородный, страстный любитель книг, и Лев VI, богослов и поэт.
В период правления этой династии отмечался расцвет математики, естественных наук (были составлены энциклопедии по медицине, агротехнике), военного дела. Учёные, богословы, философы, поэты, историки и ораторы создавали шедевры литературы и искусства.
Император Константин VII Багрянородный, занимавший византийский трон с 913 по 959 год, обладая явным литературным талантом, создал ряд медицинских, исторических и сельскохозяйственных трактатов. Он также обработал и собрал воедино множество жизнеописаний святых. Константин VII имел собственную мастерскую для создания копий античных рукописей. До нас дошли удивительные миниатюры так называемой Парижской Псалтыри.
Столица империи, Константинополь, удивляла своим почти сказочным великолепием и роскошью. Полная парадного блеска, роскошных храмов, драгоценных украшений, сверкающих дворцов, она производила неотразимое впечатление на гостей великого города. В обществе усилилась тяга к роскоши и изяществу. Процветали ювелирное дело, прикладное искусство. При украшении произведений прикладного искусства практически всегда использовались античные сюжеты.
Резко увеличилось количество монастырей. В это время был создан один из наиболее изысканных образцов крестово-купольного храма, получивший название храма «на четырёх колонках». Началось воссоздание мозаик Софийского собора, уничтоженных в период «иконоборчества».

## Последний представитель династии
Последней правящей представительницей македонской династии была Феодора, (греч. Θεοδώρα) (984—31 августа, 1056) — Византийская императрица c 21 апреля 1042 по 11 июня 1042 11 января 1055 по 31 августа 1056 года.

## Список императоров Македонской династии
- Васи́лий I Македоня́нин (греч. Βασίλειος Α΄ο Μακεδών) (между 811 и 836—29 августа 866) — византийский император c 24 сентября 867 по 29 августа 886 года
- Лев VI Му́дрый или Фило́соф (греч. Λέων ΣΤ' ο Σοφός, Leōn VI) (19 сентября 866—11 мая 912) — византийский император c 29 августа 886 по 11 мая 912 года
- Александр (греч. Αλέξανδρος) (около 870—6 июня 913) — византийский император c 11 мая 912 по 6 июня 913 года
- Константи́н VII Багряноро́дный (Порфироро́дный, Порфироге́нет, греч. Κωνσταντίνος Ζ' ο Πορφυρογέννητος) (17/18 мая 905, Константинополь—9 ноября 959, Константинополь) — византийский император номинально с 6 июня 913 года, фактически с 27 января 945 года по 9 ноября 959 года
- Рома́н I Лакапи́н (Арма́нус Лекапе́н, греч. Ρωμανός Α΄ Λακαπήνος) (около 870—15 июня 948) — византийский император с 17 декабря 920 по 16 декабря 944 года
- Рома́н II (греч. Ρωμανός Β΄) (938—963) — византийский император с 9 ноября 959 по 15 марта 963 года
- Никифор II Фока (греч. Νικηφόρος Β΄ Φωκάς, (около 912—969) — военачальник, затем византийский император c 15 марта 963 по 10/11 декабря 969 года
- Иоа́нн I Цимисхи́й (Оване́с Курку́ас, греч. Ιωάννης «Τσιμισκής» Κουρκούας) (около 925—10 января 976) — византийский император с 10/11 декабря 969 по 10 января 976 года
- Васи́лий II Болгаробо́йца (Вулгарокто́н, греч. Βασίλειος B' Βουλγαροκτόνος) (958 или 956—1025) — византийский император номинально c 960 года, фактически с 10 января 976 по 15 декабря 1025 года
- Константин VIII (греч. Κωνσταντίνος Η΄, 960—15 ноября 1028) — византийский император номинально c 962 года, фактически с 15 декабря 1025 по 15 ноября 1028 года
- Зо́я (греч. Ζωή) (около 978—1050) — соправительница с 15 ноября 1028 по 1050 год и византийская императрица с 19 апреля по 11 июня 1042 года
- Рома́н III Арги́р (Аргиро́пуло, греч. Ρωμανός Γ΄ Αργυρός) (968—11 апреля 1034) — византийский император с 15 ноября 1028 по 11 апреля 1034 года
- Михаил IV Пафлагонский (греч. Μιχαήλ Δ΄ Παφλαγών) (1010—10 декабря 1041) — византийский император с 11 апреля 1034 по 10 декабря 1041 года
- Михаил V Калафат (греч. Μιχαήλ Ε΄ Καλαφάτης) (1015—24 августа 1042) — византийский император с 10 декабря 1041 по 21 апреля 1042 года.
- Феодора (греч. Θεοδώρα) (984—31 августа, 1056) — соправительница (1028—1030), византийская императрица c 19 апреля по 11 июня 1042 года и с 11 января 1055 по 31 августа 1056 года
- Константин IX Мономах (по другому счёту Х или XI; Мономах, (греч. Κωνσταντίνος Θ΄ Μονομάχος) (около 1000—11 января 1055) — византийский император c 11 июня 1042 по 11 января 1055 года

## Генеалогия
```
Амаяк (ум. после 797)   

X 
неизвестная (ум. после 797), дочь Льва, (потомка Аршакидов ?)

│
├─>
неизвестный (Варда/Сумбат/Лев ?) (после 780 ─ 813/836)

   X 
Панкало (ок. 792 ─ после 836)

   │
   ├─>
Мариан (ум 868/872), доместик схол

   │
   ├─>
Варда (ум. после 867)

   │  │
   │  ├─>
Василий (ум. после 867), ректор 

   │     │                      
   │     ├─>
Варда

   │        │                     
   │        ├─>
Грегория         
СКЛИРЫ

   │           X 
Панферий Склир (ум.после 944), доместик схол

   │           │
   │           ├─>
Варда Склир
 (ок. 925 ─ 991), доместик схол, куропалат

   │           │   │
   │           │   ├─>
Роман Склир 

   │           │      │
   │           │      ├─>
Василий Склир
 (967/973 ─ после 1033), магистр

   │           │      │  X 
Пульхерия Аргир (969/975 ─ 1033/1034)

   │           │      │  │
   │           │      │  ├─>
Елена Склирена (1002/1007 ─ 1030/1033) 

   │           │      │     X 
Константин IX Мономах
 (ок. 1003 ─ 1055)

   │           │      │  
   │           │      ├─>
(сын) Склир    

   │           │         │ 
   │           │         ├─>
Роман Склир (ум. после 1057), магистр

   │           │         │  │
   │           │         │  ├─>
(сын) Склир 

   │           │         │     │
   │           │         │     ├─>
(сын) Роман ? Склир

   │           │         │   
   │           │         ├─>
Мария Склирена (1012/1017 ─ 1044/1045)

   │           │            X (незак.)
   │           │          
 
Константин IX Мономах
 (ок. 1000 ─ 1055)

   │           │ 
   │           ├─>
Константин Склир 

   │           │  X 
Софья Фока

   │           │
   │           ├─>
Мария Склир (ок. 932 ─ до 971)     

   │              X 1)           
ЦИМИСХИИ
  
   │           ├─>
Иоанн I Цимисхий
 (ок. 928 ─ 976), Визант. импер. с 969 года  

   │           │  X 2)
Феодора
 (940-пос.971) дочь 
Константина VII
        

   │           │
   │           X 
неизвестный Цимисхий (ум. после 930)

   │        ├─>
неизвестная Куркуас (ок. 910 ─ после 930)

   │        │ 
   │        X 
Феофил Куркуас (ок. 892 ─ после 963) доместик схол 

   │     ├─>
неизвестная Фока

   │     │                        
ФОКИ

   │     ├─>
Варда Фока Старший
 (ок. 878 ─ 968/969), цезарь

   │     │  X 
неизвестная Малеина

   │     │  │
   │     │  ├─>
Никифор II Фока
 (ок. 912 ─ 969), византийский император с 963 года 

   │     │  │  X 1)
неизвестная (ум. до 963)

   │     │  │  X 2)
Феофано
 (943 ─ после 976), вдова 
Романа II

   │     │  │  │
   │     │  │  ├─1>
Варда Фока (ум. до 963)

   │     │  │
   │     │  ├─>
Лев Фока Младший
 (ок. 915 ─ 969/970), куропалат

   │     │  │  │
   │     │  │  ├─>
Никифор Фока (ок. 935 ─ 969/970)

   │     │  │  │
   │     │  │  ├─>
Варда Фока Младший
 (ок. 938 ─ 989), дука Антиохии

   │     │  │  │   X 
Адралестина (ум. после 989)

   │     │  │  │   │
   │     │  │  │   ├─>
Лев Фока

   │     │  │  │   │
   │     │  │  │   ├─>
Никифор Фока
 (ок. 965 ─ 1022)

   │     │  │  │      │
   │     │  │  │      ├─>
Варда Фока (ок. 988 ─ после 1025)

   │     │  │  │
   │     │  │  ├─>
Софья Фока

   │     │  │     X 
Константин Склир

   │     │  │
   │     │  ├─>
Константин Фока (ок. 918 ─ 969)

   │     │
   │     ├─>
Лев Фока Старший
 (ок. 875 ─ 919 или после) доместик схол

   │     │  │
   │     │  ├─>
Николай Фока (ок. 897 ─ 919)

   │     │
   │     
Никифор Фока (ум. 887/895 до 912), дука Фракии

   │
   ├─>
Сумбат (ум.после 867)

   │  X 
неизвестная, дочь Варды цезаря.

   │
   ├─>
(дочь)

   │  X 
неизвестный Асилайон

   │  │
   │  ├─>
Лев Асилайон (ум.после 867)     

   │                         
МАКЕДОНЯНИНЫ

   │  X 
(незак.) Фёкла (824/831 ─ после 867), дочь императора 
Феофила

   ├─>
Василий I
 (811 ─ 886), византийский император с 867 года

      X 1) 
Мария (ум.после 865)

      X 2) 
Евдокия Ингерина
 (ок. 840 ─ 882)
[
30
]

      │  X 
(незак.)
Михаил III
 (840 ─ 867), византийский император с 842 года

      │ 
      ├─1>
Варда (до 864 ─ до 865) умер ребёнком 

      │ 
      ├─1>
Анастасия (до 858 ─ до 905/912)  

      │   X 
Христофор (ум. после 872) доместик схол 

      │  
      ├─2>
?
[
31
]
 
Константин
 (866-879), соправитель 
Василия I
 с 869 года 

      │
      ├─2>
Стефан I
 (870 ─ 893), патриарх Константинопольский с 886 года

      │
      ├─2>
Александр
 (872 ─ 913), византийский император с 912 года 

      │
      ├─2>
Анна (868/869 ─ после 905/912) монахиня

      │
      ├─2>
Елена (873/875 ─ после 905/912) монахиня

      │
      ├─2>
Мария (874/878 ─ после 905/912) монахиня 

      │
      ├─2>
?
[
31
]
 
Лев VI
 (867 ─ 912), византийский император с 886 года 

         X 1) 
Феофано
 (867 ─ 895 или 897)

         X 2) 
Зоя Заутца
 (ок. 867 ─ 899)

         X 3) 
Евдокия Ваяна
 (ок. 884 ─ 901)

         X 4) 
Зоя Карбонопсина
 (ок. 883 ─ после 919)

         │ 
         ├─1>
Евдокия (884/886 ─ 892) 

         │
         ├─2>
Анна (897/898 ─ 901/904)

         │
         ├─2>
Евдокия (898/899 ─ ум. ребёнком)

         │
         ├─3>
Василий (род. и ум. IV.901)

         │
         ├─4>
Константин VII Багрянородный
 (905 ─ 959) византийский император с 913 года

             X 
         ├─2>
Елена Лакапина
 (906/913 ─ 961)

         │  │
         │  ├─>
Зоя (935/937 ─ после 961)

         │  │
         │  ├─>
Феодора
 (939/941 ─ после 971)

         │  │  X 
Иоанн I Цимисхий
 (ок. 925 ─ 976), византийский император с 969 года

         │  │
         │  ├─>
Агата (940/943 ─ после 961)

         │  │
         │  ├─>
Феофано (941/946 ─ после 961)

         │  │ 
         │  ├─>
Анна (942/949 ─ после 961)

         │  │
         │  ├─>
Роман II
 (938 ─ 963), византийский император с 959 года

         │     X 1)
Евдокия (Берта) Итальянская (927/930 ─ 949)

         │     X 2)
Феофано (Анастасия)
 (943 ─ после 976)

         │     │ X 
Никифор II Фока
 (ок. 912 ─ 969), византийский император с 963 года

         │     │
         │     ├─2>
Елена (957/958-до 988)

         │     │
         │     ├─2>
Василий II
 (959 ─ 1025), византийский император с 976 года

         │     │
         │     ├─2>
Анна
 (963 ─ 1011/1012)

         │     │  X 
Владимир I Киевский
 (ок. 960 ─ 1015)

         │     │
         │     ├─2>
Константин VIII
 (961 ─ 1028), византийский император с 1025 года

         │        X 
Елена Алипина
 (ок. 962 ─ 982/985) 

         │        │
         │        ├─>
Евдокия (977/979 ─ после 1001) монахиня

         │        │
         │        ├─>
Феодора
 (981/984 ─ 1056), византийская императрица с 1055 года   

         │        │  │       (усыновлён)
         │        │  ├─>
Михаил VI Стратиотик
 (990-1059), император (1056 ─ 1057) 

         │        │ 
         │        ├─>
Зоя
 (980 ─ 1050), императрица в 1042 году                  

         │           X 1)
Роман III Аргир
 (968 ─ 1034), император с 1028 года

         │           X 3)
Константин IX Мономах
 (1003 ─ 1055), император с 1042 года

         │           X 2)      
ПАФЛАГОНЫ

         │        ├─>
Михаил IV Пафлагонский
 (1010 ─ 1041), император с 1034 года

         │        │   
         │        ├─>
Мария (ок. 995-1041)

         │        │  X 
 Стефан (до 990 ─ 1039/1041), судостроитель

         │        │  │
         │        │  ├─>
Михаил V Калафат
 (1015 ─ 1042), византийский император с 1041 

         │        │ 
         │        ├─>
Иоанн Орфанотроф
 (ок. 998 ─ 1043), куропалат

         │        │
         │        ├─>
Никита (ок. 1001 ─ 1035/1038), дука Антиохии

         │        │ 
         │        ├─>
Константин (ок. 1004 ─ после 1042), дука Антиохии

         │        │
         │        ├─>
Георгий (ок.1007 ─ 1034/41), евнух

         │                      
ЛАКАПИНЫ

         ├─1>
Христофор Лакапин
 (892/898 ─ 931), соправитель с 921 года

         │  X 
Софья (894/900-после 959)

         │  │ 
         │  ├─>
Мария (Ирина)
 (916/920 ─ до 963)

         │  │  X 
Пётр I
 (912/918 ─ 970), царь Болгарии с 927 года

         │  │
         │  ├─>
Роман Лакапин (917/922 ─ 931/944), умер в юности

         │  │
         │  ├─>
Михаил Лакапин (918/924 ─ после 945), магистр

         │     │
         │     ├─>
Елена Лакапина (937/942 ─ после 955) 

         │     │  X 
Баграт Таронмт (ок. 935 ─ после 975), патриций

         │     │
         │     ├─>
Софья Лакапина (938/944 ─ после 957)

         │        X 
Константин Радин (ум. после 957), протоспафарий

         │  
         ├─1>
Стефан Лакапин
 (894/902 ─ 963), соправитель 924 ─ 945 

         │  X 
Анна (913/917 ─ после 934)   

         │  │ 
         │  ├─>
Роман Лакапин (934/937 ─ после 947), цезарь  

         │   
         ├─>
(дочь) Лакапина

         │  X 
Роман Саронит 

         │
         ├─>
(дочь) Лакапина

         │  X 
неизвестный Муселе

         │   
         ├─2>
Феофилакт Лакапин
 (912/916 ─ 956), патриарх Константинополя с 933 года

         │   
         ├─2>
Константин Лакапин
 (913/919 ─ 946/948), соправитель 924 ─ 945 

         │   X 1)
Елена (922/25-940)

         │   X 2)
Феофано Мамас (922/925 ─ после 942)

         │   │
         │   ├─>
Роман Лакапин (941/944 ─ после 970/72)

         │
         ├─>
(незак.) 
Василий Лакапин
 (921/927 ─ 985), паракимомен с 945 года 

         │
         X 2)
Феодора (ум. 922), августа

         
Роман I Лакапин
 (ок. 873 ─ 948), византийский император 920 ─ 944

         X 1)
неизвестная (ум. до 912)

         ├─1>
Агата Лакапина (902/907 ─ после 922)    

           X                    
АРГИРЫ

         ├─> 
Роман Аргир (894/899-после 922), патриций 

         │  │ 
         │  ├─>
(сын) Аргир (922/926 ─ после 968), патриций

         │     X 
неизвестная Малеина, дочь Евдокима Малеина

         │     │ 
         │     ├─>
Роман III Аргир
 (968 ─ 1034), византийский император с 1028 года

         │     │  X 1)
Елена (ум. после 1028)

         │     │  X 2)
Зоя
 (980 ─ 1050), византийская императрица в 1042 году

         │     │  │
         │     │  ├─1>
Феофано Аргир (ум. после 1028)

         │     │ 
         │     ├─>
Пульхерия Аргир (969/975 ─ 1033/1034)

         │     │  X
Василий Склир
 (965/973 ─ после 1033), магистр

         │     │  │
         │     │  ├─>
Елена Склирина (1002/1007 ─ 1030/1033)

         │     │   X 
Константин IX Мономах
 (ок. 1003 ─ 1055) император с 1042 года

         │     │ 
         │     ├─>
Василий Аргир
 (ум.после 1019/1035), стратиг 

         │     │  │
         │     │  ├─>
Елена Аргир
 (1017/1019 ─ 1033)

         │     │  │  X 
Баграт IV
 (1018 ─ 1072), царь Грузии с 1027 года

         │     │  │                                            
         │     │  ├─>
(сыновья) Аргиры (ум. после 1057)

         │     │  │
         │     │  ├─>
(дочь) Аргир

         │     │     X 
Константин Диоген
 (ум. 1032), стратиг Фракии

         │     │     │
         │     │     ├─>
Роман IV Диоген
 (1026/1031 ─ 1072) император 1068-71

         │     │ 
         │     ├─>
Лев Аргир (ум. 1017)  

         │     │
         │     ├─>
(сын/дочь) Аргир  

         │     │  │
         │     │  ├─>
(дочь) (ум. после 1032)

         │     │     X 
Ованес-Смбат
 (ум. 1041), царь Армении с 1020 года

         │     │ 
         │     ├─>
Мария Аргир (983/987 ─ 1005)  

         │     │  X 
Джованни Орсеоло (982/985 ─ 1005)

         │     │ 
         │     ├─>
(дочь) Аргир (ум. после 1029/1032) 

         │        X 
Константин Карантен (ум. после 1029/1032)

         │      
         ├─>
Мариан Аргир (ум. 963), дука Македонии       

         │             
      ├─>
Лев Аргир (ум. после 922), доместик схол          

      │      
      ├─>
Поф Аргир (ум. после 958), доместик схол

      │      
   ├─>
Евстафий Аргир (ум. 908/911), магистр      

   │ 
├─>
Лев Аргир (ум. после 840/844)
```